# 富良野GROUP
富良野GROUP（ふらのグループ）は、北海道富良野市の演劇集団。

## 概要
作家倉本聰主宰の富良野塾を卒業した役者・ライターらを中心とした演劇創作集団で、2006年より活動を開始。
作品は主宰である倉本聰自ら書き下ろし、演出を行う。現在では年に１回（主に１月）の富良野演劇工場でのロングラン公演を中心に、道内や全国公演を行っている。
社会問題や環境破壊などに対する倉本のメッセージが込められた作品が多く、純粋に「総合芸術」の極限を追い求める姿勢に対して国内のみならず海外からの評価も高い。
また、世代を問わず語りかける表現を目指しており、旧来の倉本作品のファンのみならず、文化人や政治家らの支持者も多い。
戦死した英霊たちの視点から現代人を見つめた『歸國（きこく）』を沖縄で上演したほか、2012年夏には東日本大震災の被災地3県で無料公演（『明日、悲別で』）を行った。
使用されている楽曲には、倉本と親交の深いさだまさしや中島みゆきらの既存の作品があるほか、長渕剛は『歸國』のために「愛していると伝えてください」を書き下ろしている。
富良野演劇工場での観劇を修学旅行の一環とする高校があったり、「ニングル」が札幌市内の小学校で自主的に公演されるなど、学校教育や社内教育にも活かされている。
2016年の『屋根』全国公演を最後に倉本聰は演出から退き、2017年の『走る』より外部の演出家を招いて共同演出の形で脚本に専念する意向を表明。しかし、2016年11月に開かれた記者会見で2017年1月からの舞台『走る』を最後に活動を終了することが発表された。2017年3月7日の富良野演劇工場での『走る』大千秋楽公演終演後のカーテンコールで挨拶に登壇した倉本は、「今回で私は長い休息に入ろうと思います」と語り、また「この演劇工場がある限り、富良野GROUPももう少し何らかの形で皆さんに感動を届けていく仕事をしたいと思っている」として、稽古で演技指導に用いていた鞭を久保隆徳に託している。

## 主な上演作品
- 「夜想曲―ノクターン」
- 「悲別」3部作ほか（「昨日、悲別で」「今日、悲別で」「明日、悲別で」「悲別.KANASHIBETSU2023」[5]）
- 「マロース」
- 「歸國」
- 「谷は眠っていた～富良野塾の記録～」
- 「地球、光りなさい！」
- 「ニングル」
- 「屋根」
- 「オンディーヌを求めて」
- 「走る」